# Üstökösfák

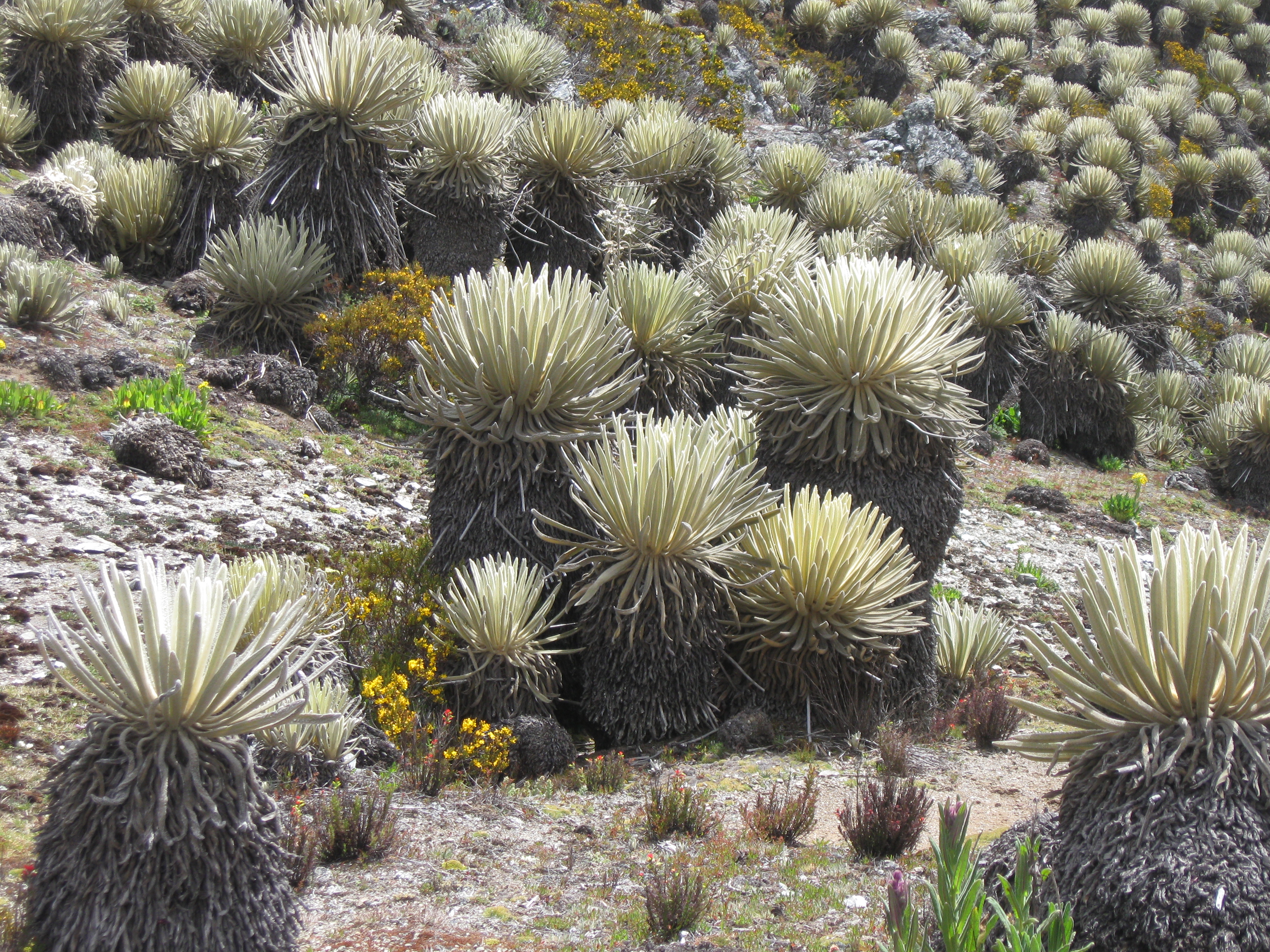
espeletiák az andesi paramo-növényzetben

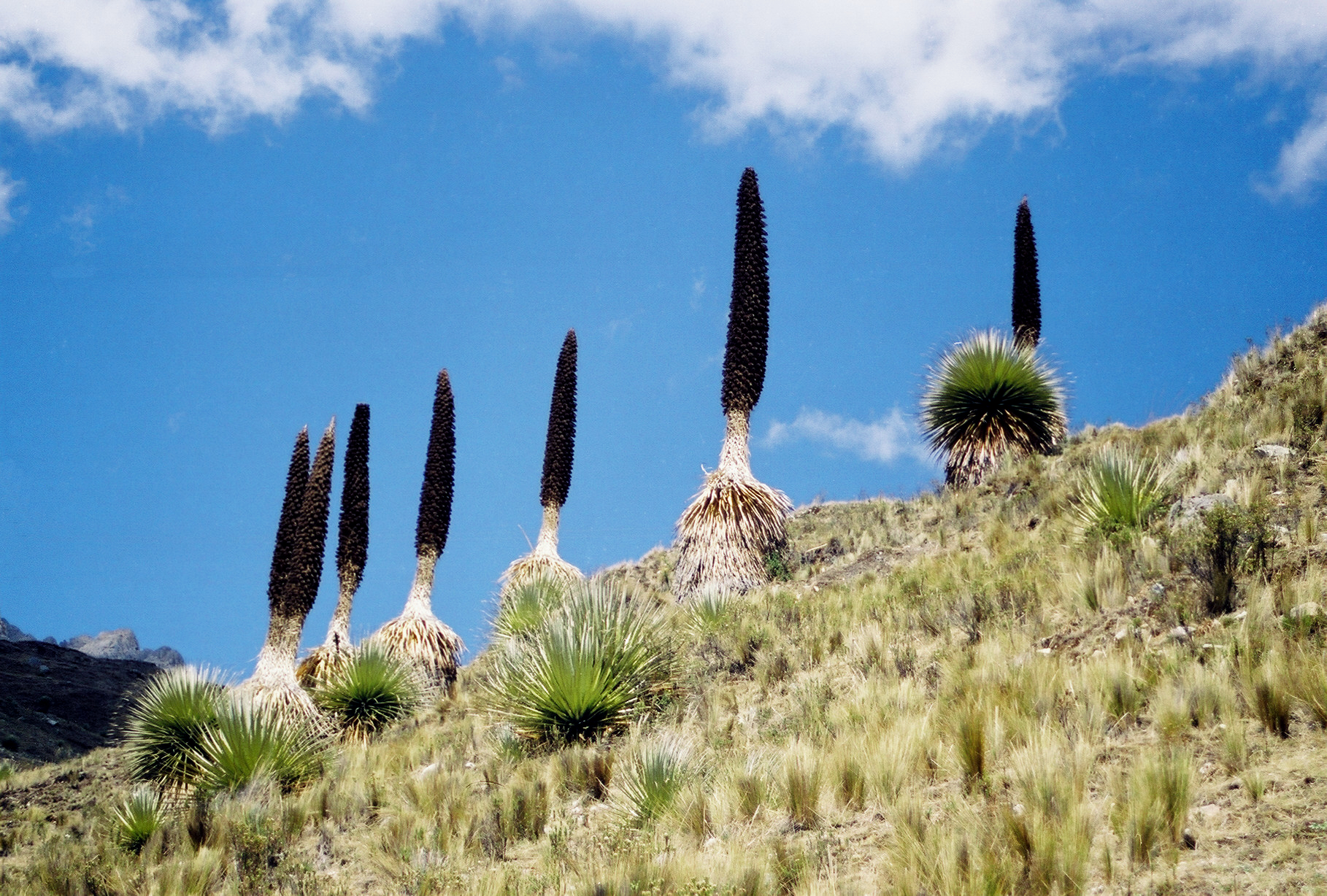
Ahuarancu (Puya raimondii) az andesi paramo-növényzetben

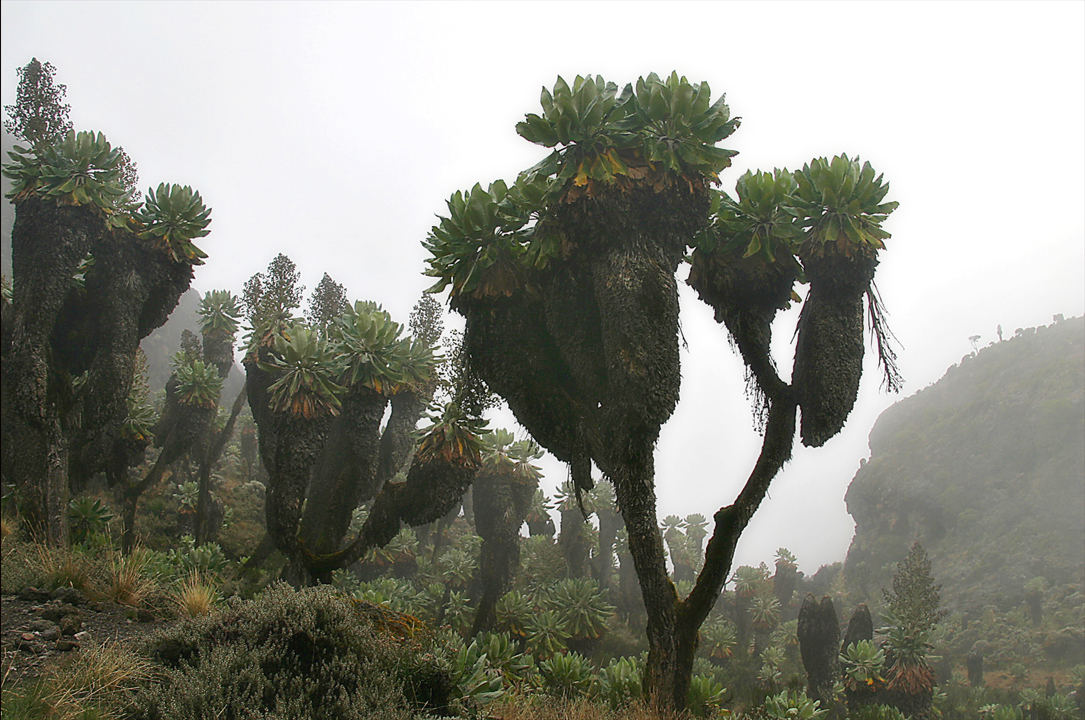
Dendrosenecio kilimanjari a Kilimandzsáró paramo-növényzetében

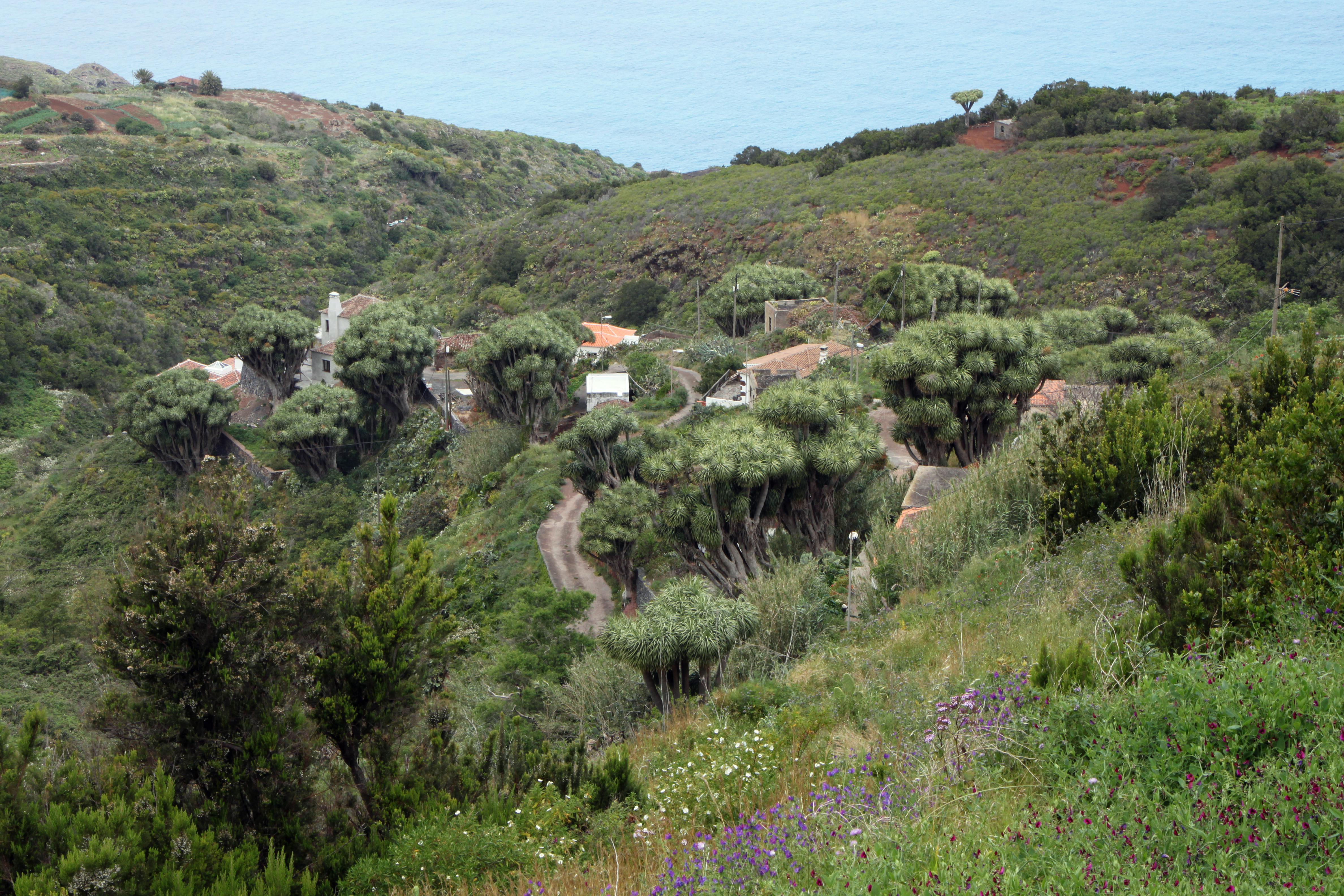
Sárkányvérfa (Dracaena draco) La Palma szigetén

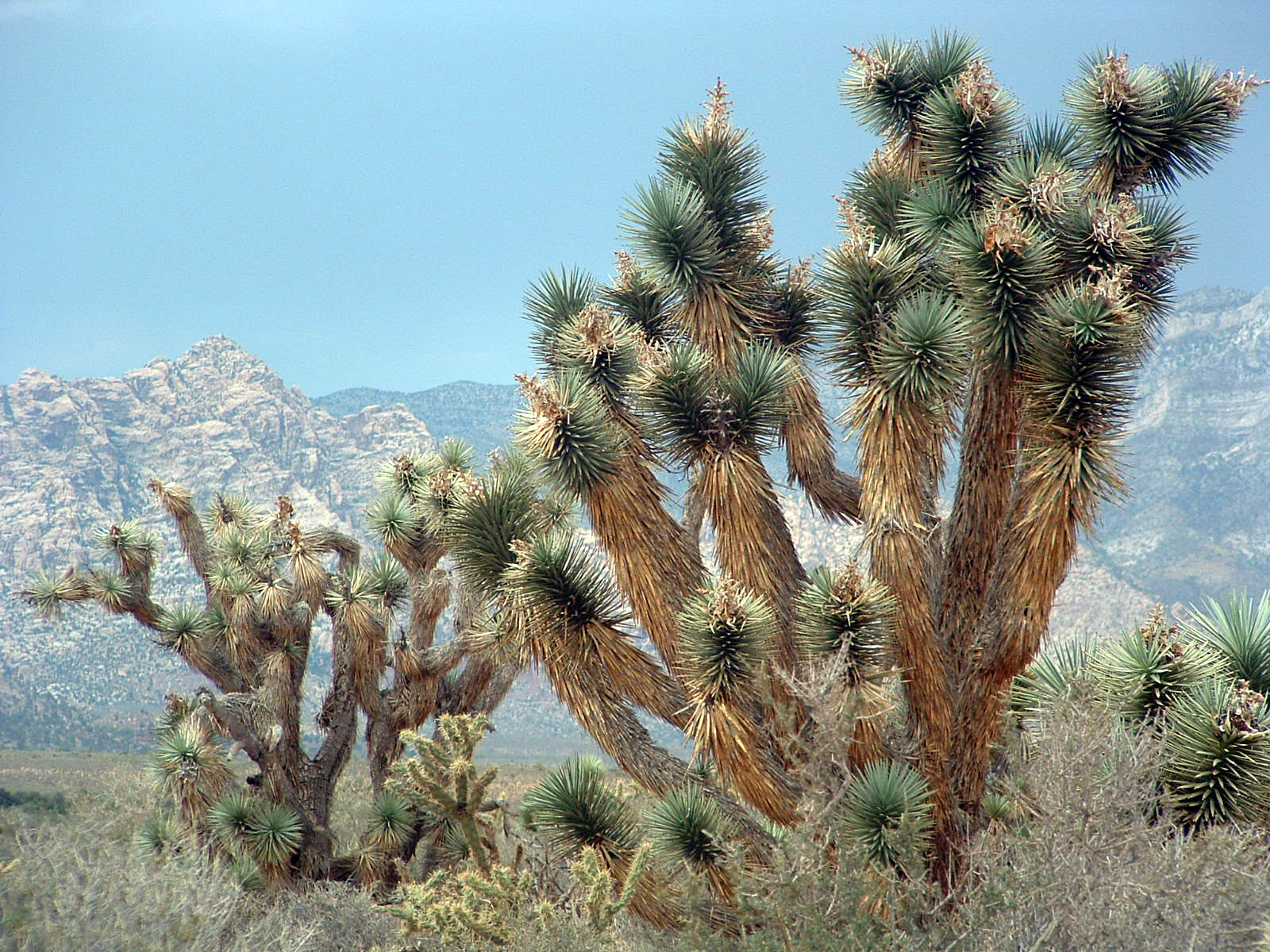
Józsuéfa (Yucca brevifolia) — Nevada, Red Rock Canyon

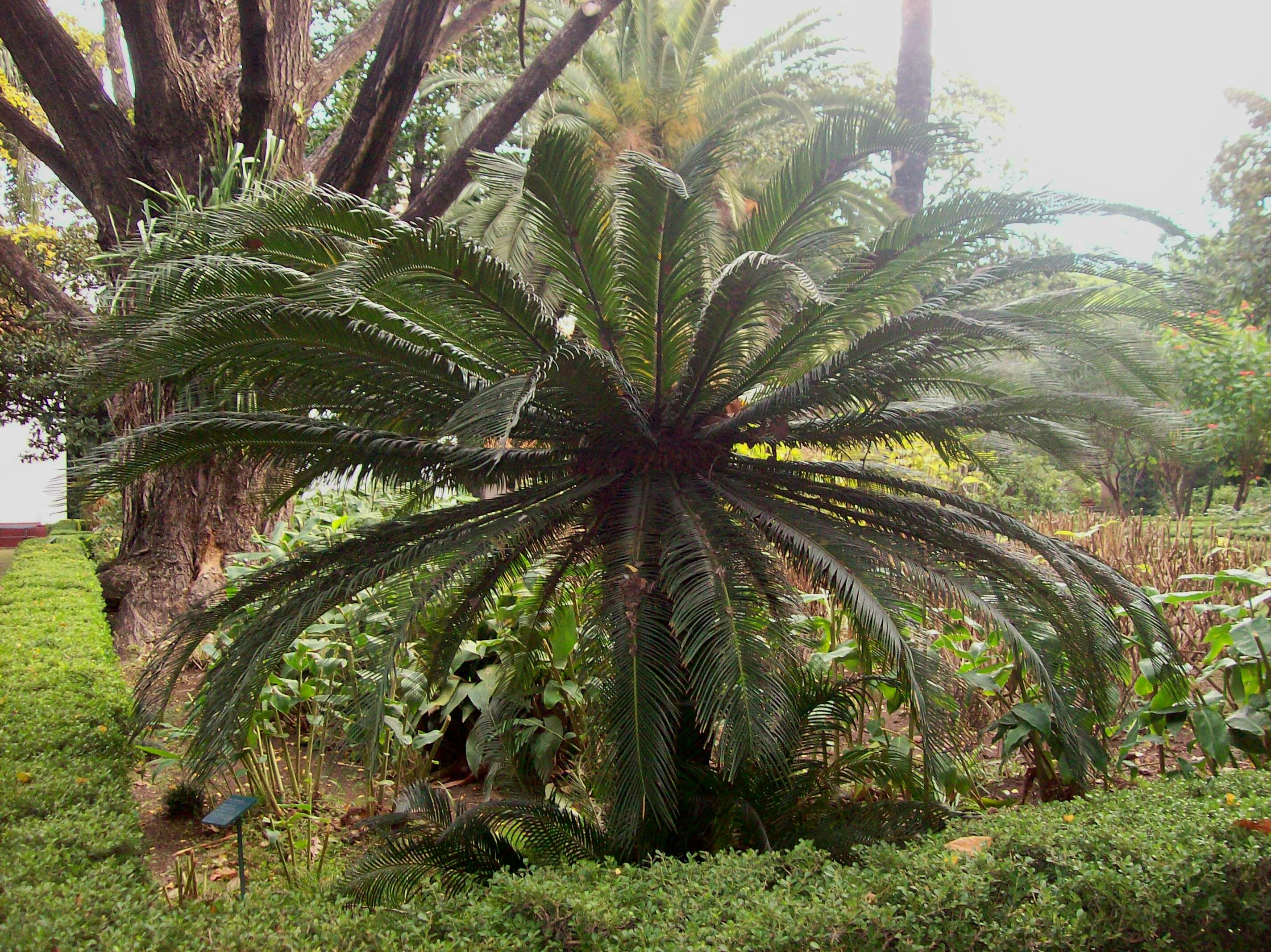
Cycas revoluta — Argentína, Museo Larreta

Az üstökösfák a fás szárú növények egyik alaktani csoportja: olyan cserjék, illetve fák, amelyek fotoszintetizáló levelei a törzs, illetve az ágak végein nőnek. Sok közülük pozsgás növény. Az ugyanilyen alakú pálmákat nem tekintik üstökösfának, a cikászokat viszont igen.

## Származásuk, elterjedésük
Származásuk rendkívül változatos; egymáshoz látványosan hasonlító fajaik, nemzetségeik a legkülönfélébb ősökből fejlődtek ki konvergens evolúcióval. Így például:
- a dél-amerikai törzsszukkulens üstökösfák egyszikűek:
  - Espeletia spp.,
  - Culticium spp.,
  - Puya spp. fajokkal;
- az afrikaiak pedig kétszikűek; köztük az:
  - aggófűfélék közé tartozó Dendrosenecio és
  - lobélia (Lobelia)-fajok

dominálnak.
A törzsszukkulens fajok mellett vannak levélszukkulens csoportjaik és számos nem pozsgás növény is, mint például:
- a broméliafélék (Bromeliaceae) egyes fajai,[2]
- a sárkányvérfa (Dracaena draco),[3]
- az agávéformák (Agavoideae), több faja, különösen
  - egyes agávék (Agave spp.),[4] és
  - a törzses jukkák (Yucca spp.), mint például a józsuéfa (Yucca brevifolia)
- a cikászok (Cycadophyta).[5]

## Megjelenésük, felépítésük
Törzsük rendszerint nem ágazik el. A törzsön rendszerint elszáradt levélcsonkokat viselnek, aktív leveleik pedig csomóban helyezkednek el a törzs (illetve a néhány elágazó fajnál az ágak) végein, a tenyészcsúcs (a csúcsrügy) körül. Rendkívül jellemző tulajdonságuk a törzs másodlagos vastagodása. Ennek intenzitása a különböző rendszertani csoportokban igen eltérő:
- a cikászoké kevéssé jelentős;
- a törzsszukkulens fajoké többnyire erőteljes;
- a sárkányvérfáé annyira jellemző, hogy egyik típusát erről a fajról nevezték el dracenoid megvastagodásnak.[6]

## Életmódjuk, termőhelyük
Többnyire silány, köves talajú, tápanyagszegény, szélsőséges hőmérsékletű, száraz termőhelyeken élnek, jellemzően a trópusi havasok paramo-növényzetében, ritkábban (mint például a józsuéfa) sivatagokban. Ezeken a helyeken igen nagy a napi hőingás: éjjelente nem ritka a -10 °C-os fagy, nappal a + 25 °C meleg. Ezért ezek a fajok igen tűrőképesek, de lassan növekednek. A zord éghajlaton hőszigetelésüket javítja, hogy elszáradó, gyakran szőrös leveleik nem hullanak le a törzsről. A fiatal levelek és a csúcsrügy fagyását gátolja, és egyúttal a köves váztalajon vízfelvételüket javítják a tömény, az ozmotikus nyomást megemelő sejtnedvek.
Enyhébb éghajlatú élőhelyeik jellemzően a kontinensektől távoli szigeteken vannak; a sárkányvérfáé például Makaronéziában.